# Glück

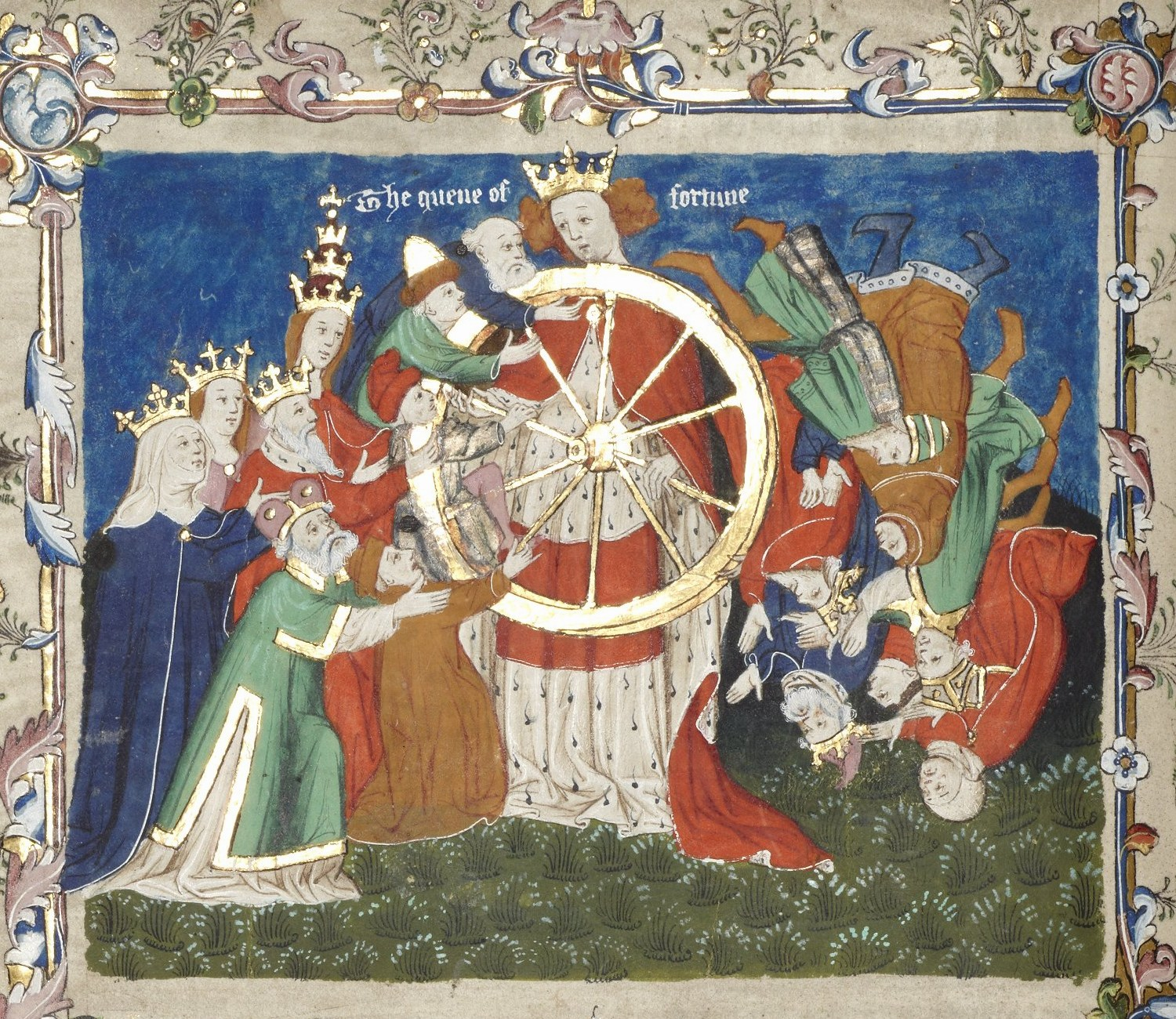
Die Ambivalenz des Glücks wird seit dem Mittelalter häufig durch das Rad der Göttin Fortuna dargestellt.

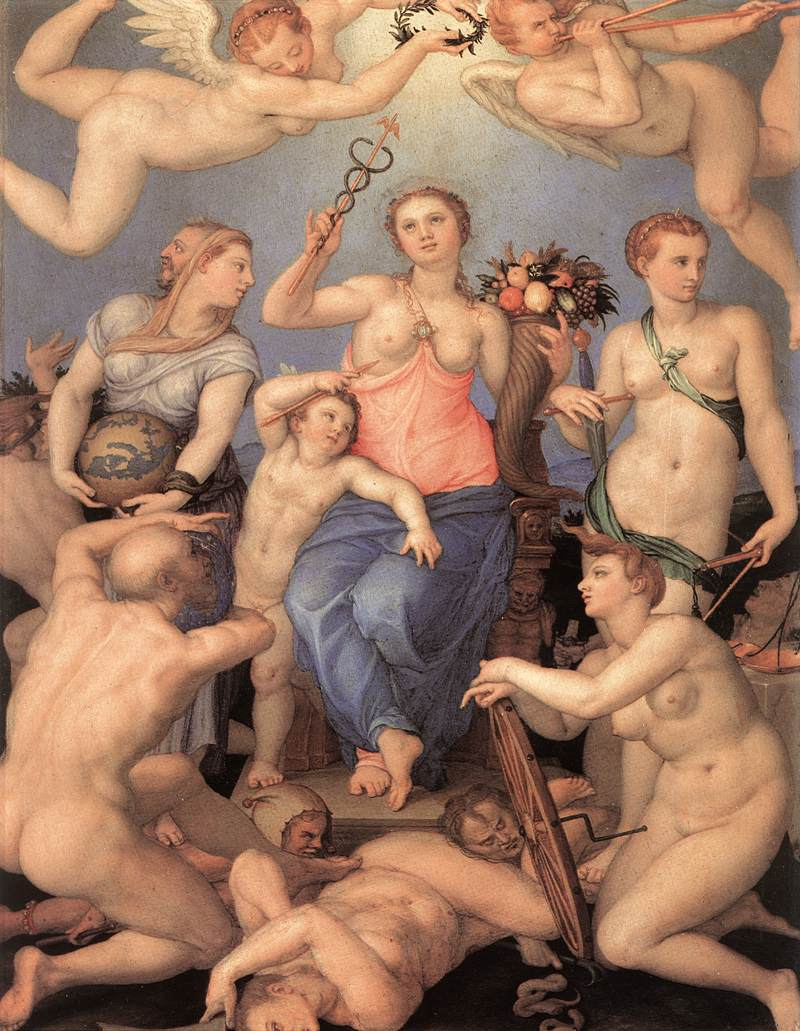
Allegorie des Glücks (Agnolo Bronzino, 1546)

Glück ist ein mehrdeutiger Begriff, der momentane oder auch anhaltende positive Empfindungen (Glücksgefühle) einschließt, die von stiller bis zu überschießender Art sein können. Glücklich kann man zudem eine Person nennen, der es anhaltend gut geht, weil ihr Leben viel von dem enthält, was sie als wichtig erachtet. Im Sinne des glücklichen Zufalls steht Glück für eine günstige Fügung bzw. für eine positive Schicksalswendung.
Das „Streben nach Glück“ hat als originäres individuelles Freiheitsrecht Eingang gefunden in die Unabhängigkeitserklärung der Vereinigten Staaten, das Gründungsdokument der ersten neuzeitlichen Demokratie. Dort wird es nach Thomas Jefferson als Pursuit of Happiness bezeichnet. Die Förderung individuellen menschlichen Glücks ist heute Gegenstand spezifischer Forschung und Beratung unter neurobiologischen, medizinischen, soziologischen, philosophischen und psychotherapeutischen Gesichtspunkten.

## Etymologie und Sprachgebrauch
Das Wort „Glück“, von mittelhochdeutsch glücke/gelücke (ab zweiter Hälfte des 12. Jahrhunderts) bzw. mittelniederdeutsch gelücke/lücke, bedeutete ursprünglich „günstiger Verlauf oder Ausgang eines Geschehens“, „günstige Fügung“ bzw. „günstiger Zufall“. Für das Frühneuhochdeutsche sind weitere Bedeutungen belegt: sowohl das „persönliche Wohlergehen“ bzw. „gewünschte Daseinsverhältnisse“ als auch das „Glücksgefühl“. All diese Bedeutungsaspekte finden sich auch im heutigen Sprachgebrauch wieder:
Zufallsglück
Glück haben im Zufalls-Sinn bedeutet, entweder schicksalhaft oder durch ein unvorhersehbares Ereignis begünstigt zu sein. Beispiele umfassen den Gewinn beim Lotto, Roulette oder einem sonstigen Glücksspiel; auch durch Zufall einen Nachteil zu vermeiden, gehört hierzu. Voraussetzung dafür auf Seiten des „Beglückten“ sind weder ein bestimmtes Talent noch auch nur eigenes Zutun. Dagegen behauptet der Volksmund eine mindestens teilweise Verantwortung des Einzelnen für die Erlangung von Lebensglück in dem Ausspruch: „Jeder ist seines Glückes Schmied“. Demnach hinge die Fähigkeit, in einer gegebenen Situation glücklich zu sein, außer von äußeren Umständen auch von eigenen Einstellungen und Bemühungen ab.
Eine Glückssträhne wird die Aneinanderreihung mehrerer positiver Erlebnisse genannt (siehe auch Hot-Hand-Phänomen). Die Glückssträhne wird, wie der Wortursprung „Glück“ andeutet, dem (glücklichen) Zufall zugeschrieben, auch wenn sie in vielen Fällen das absehbare Ergebnis harter Arbeit und nur die zeitliche Nähe Zufall ist. In der Philosophie geht die Vorstellung einer Glückssträhne auf den Eudämonismus Kritons zurück.
Das Gegenteil von Glück (im Sinne von „Glück haben aus Zufall“) ist unvorhersehbar eintreffendes Unglück, Unheil oder Pech.
Lebensglück
Wenn es um die Frage geht, ob eine Person ein glückliches Leben führt bzw. glücklich ist, spielen Elemente des Zufallsglück (unverfügbarer Erfolg, günstige Lebensumstände) ebenfalls eine gewisse Rolle. Der Begriff des Lebensglücks ist allerdings weiter gefasst, da er mehr als nur kontingente Faktoren beinhaltet. Seine Bedeutung tendiert in zwei Richtungen, die als objektives Erfüllungs- und subjektives Empfindungsglück bezeichnet werden können:
a) Erfüllungsglück meint Lebensglück im objektiven Sinn eines Wohlergehens. Der Begriff bezieht sich auf die Lebenslage, in der sich eine Person befindet. Verfügt sie über erstrebenswerte Güter, z. B. Gesundheit, Friede, soziale Beziehungen? Ist das Leben, das sie führt, ein glückliches? In diesem Zusammenhang wird häufig auch vom „guten Leben“ gesprochen.
b) Der Begriff des Empfindungsglück steht hingegen für das Gefühl des Glücks. Er wird für den mentalen bzw. psychischen Zustand einer Person verwendet. Fühlt man sich in Anbetracht des eigenen Lebens glücklich? Das subjektive Wohlbefinden eines Menschen ist hier die entscheidende Bezugsgröße.
Glückseligkeit ist der schlechterdings unüberbietbare, bestmögliche Zustand eines Individuums. Der Begriff kann im Sinne einer ewigen Glückseligkeit nach dem Tod oder einer irdischen Glückseligkeit verwendet werden. Für Immanuel Kant wird unter diesem Namen die „ganze Befriedigung“ menschlicher Bedürfnisse und Neigungen, begleitet von einem „Maximum des Wohlbefindens“ zusammengefasst. Der Begriff des Lebensglücks ist nicht an diese maximalistische Verwendung gebunden; er lässt sich „sinnvoll auch auf unsere unvollkommene, vom Scheitern bedrohte, nicht-ideale und vergängliche Lebensform anwenden“.
Während im Deutschen der sprachliche Ausdruck „Glück“ sowohl in der Bedeutung von Glück haben (Zufallsglück) als auch glücklich sein (Lebensglück) verwendet wird, werden in anderen Sprachen beide Bedeutungen mittels unterschiedlicher Benennungen auseinandergehalten. So gibt es im Englischen die Wendungen to be lucky („Glück haben“; abgeleitet von luck) und to be happy („glücklich sein“, von happiness). Bereits im Griechischen gibt es die Unterscheidung zwischen eutychia und eudaimonia. Auch die Lateiner unterschieden zwischen fortuna und felicitas, die Franzosen zwischen la bonne chance und le bonheur.
Das Sanskrit kennt über zehn Wörter zur Bezeichnung von Glücksempfindungen, etwa sukha für das eine angenehme Empfindung bereitende Glück, krtarthata für die Befriedigung nach einer Tat, ananda für freudige Glückseligkeit, sampad für das angenehme Körpergefühl nach Yogaübungen oder harsha für das Glücksgefühl nach dem erschreckenden Anblick einer Gottheit.

## Auslöser von Glücksempfindungen

### Biologie

#### Physiologische Auslöser
Die Neurowissenschaften haben Einsichten in die biologischen Grundlagen von Glücksgefühlen ermöglicht. Im Zuge der anhaltend intensiv betriebenen Hirnforschung dürfte der diesbezügliche Kenntnisstand noch erweitert werden. Bedeutenden Einfluss auf Glücksempfindungen haben nachweislich Endorphine, Oxytocin sowie die Neurotransmitter Dopamin und Serotonin. Das Gehirn setzt diese Botenstoffe bei unterschiedlichen Aktivitäten frei, zum Beispiel bei der Nahrungsaufnahme, beim Geschlechtsverkehr oder beim Sport, aber auch im Zustand zufriedener Entspannung, an dem Serotonin und Endorphine beteiligt sind.
Dass chemische Substanzen große Wirkung auf unser Gefühlsleben ausüben, dass sie unsere Gemütslage kurzfristig verändern können und unser Verhalten mitbestimmen, stellt das herkömmliche Menschenbild zum Teil in Frage, meint der Autor Stefan Klein: „Wir verstehen uns als geistige Wesen, fühlen uns von Hoffnungen, Gedanken, Wünschen beseelt, nicht von Chemie. Wenn wir uns verlieben oder stolz unsere Kinder ansehen, können wir dann wirklich glauben, diese Freude am Dasein sei nichts anderes als der Strom einiger Chemikalien im Kopf?“ Aber ganz so simpel, betont Klein, seien die Zusammenhänge auch wieder nicht: „Die Formeln Dopamin gleich Lust, Oxytocin gleich Mutterliebe stimmen nur sehr bedingt – schon deswegen, weil diese Botenstoffe keine Einzeltäter sind.“ Bestimmte Neurotransmitter spielten zwar eine Hauptrolle im menschlichen Gefühlshaushalt, aber doch nur in einem vielgestaltigen Wirkungsgefüge.
Von der pharmazeutischen Industrie zu medizinischen Zwecken hergestellt, werden solche Substanzen als Medikamente etwa bei Depressionen verwendet. Auch viele Drogen bewirken die Ausschüttung solcher Substanzen im Gehirn in unnatürlich hohen Dosen; aufgrund des Konsums kommt es während der Wirkungszeit zu einer ‚Überschwemmung‘ mit diesen endogenen Botenstoffen, was im Konsumenten ein intensives Glücksgefühl hervorrufen kann.

#### Evolutionsbiologische Grundlagen

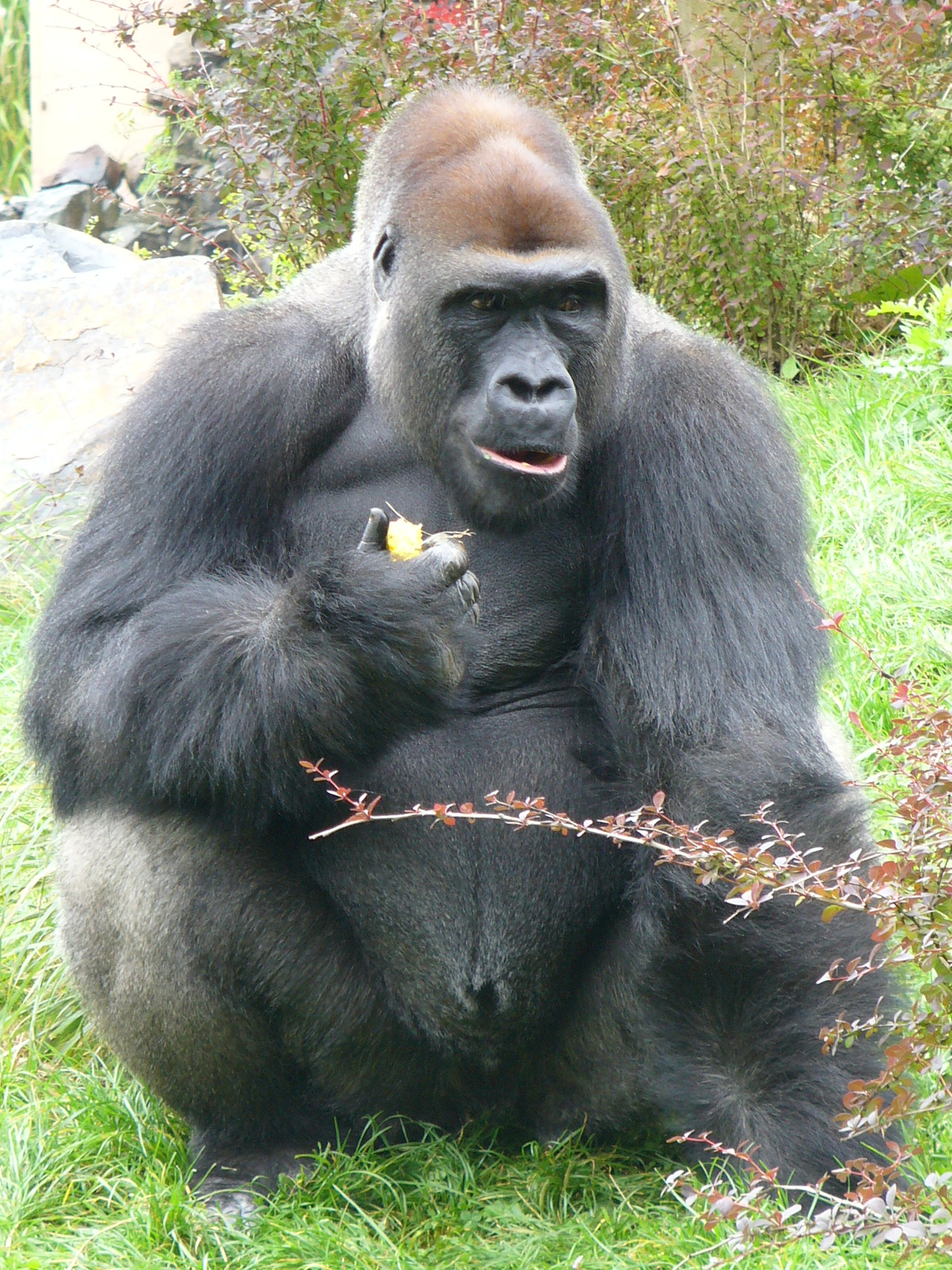
Gorilla: Durch den Wohlgeschmack der Speise ausgelöste Glücksgefühle fördern als zusätzlicher Reiz das Verhalten der Nahrungsaufnahme.

Aus der Sicht der Evolutionsbiologie gibt es im Verhalten der Lebewesen kein bewusstes Streben nach Glück. Jedoch brachten und bringen besonders diejenigen Tiere und Menschen überlebensfähige Generationen von Nachkommen hervor, für die solche Verhaltensweisen mit angenehmen Empfindungen gekoppelt waren bzw. sind, die das eigene Überleben, den Erfolg innerhalb der sozialen Gruppe und ein sicheres Aufwachsen einer gesunden Nachkommenschaft gewährleisten.
Beim Menschen hat sich das Glücksgefühl teilweise losgelöst von der ursprünglichen Belohnungsfunktion für Verhaltensweisen, die dem Hervorbringen von Nachkommen dienen. Es werden nunmehr verschiedene Techniken angewendet, um Glücksgefühle als isoliertes Ziel zu erreichen. Dazu gehören Unterhaltung, Statussymbole und Drogen. Durch die menschliche Fähigkeit des bewussten Erlebens hat dieser Wandel weitreichende Folgen. Der Anreiz einer guten Stimmung als Belohnung für „etwas“ kann nun ersetzt werden durch die Phantasie des Glücksgefühls für „nichts“.

### Psychologie

#### Glücksquellen
Bei einer vom Time Magazin 2004 durchgeführten telefonischen Befragung von 1000 Teilnehmern, was ihnen im Leben das größte Glück beschert habe, gab über die Hälfte der Befragten die Kinder/Enkel (35 %) oder die Familie (17 %) an, 11 % nannten ihre Religion, 9 % ihren Partner.
Eine Studie des Ökonomen Sam Peltzman zu der seit 1972 in den USA durchgeführten repräsentativen General Social Survey ergab, dass kein anderer Faktor derart wichtig für das persönliche Glück ist wie der Ehestand. Verheiratete Personen sind demnach um mehr als 30 % glücklicher als unverheiratete, und dieser Wert blieb über den Zeitablauf relativ stabil. Im Vergleich dazu ist der zweitbedeutendste Faktor, nämlich die politische Selbsteinschätzung, wesentlich weniger markant – demnach sind konservative Menschen (conservatives) nur um 9 % glücklicher als linksorientierte Menschen (liberals).

#### Glücksmomente im Alltag
Im gleichen Jahr untersuchte ein Team um Daniel Kahneman in Texas anhand Tageskalender und Fragebogen bei 900 Frauen, welche der Aktivitäten am Vortag den Teilnehmerinnen, welche Gefühle verursachten. Zur Selbsteinschätzung wurden siebenstufige Skalen-Angaben angeboten, u. a. wie glücklich man während einer Tätigkeit war und wie viel Spaß man erlebte. Dabei stellten sich als die fünf positivsten Aktivitäten des Vortages die folgenden (in absteigender Reihenfolge) heraus: Sex, Geselligkeit, Entspannung, Beten/Meditieren und Essen. Wenig dahinter lagen Sport treiben und Fernsehen. Doch erst weiter unten folgte, nach Kochen, „Ich kümmere mich um meine Kinder“, das nur knapp vor Hausarbeit lag.

## Soziale Bedingungs- und Wirkungsfaktoren
Neben der momentanen starken Gefühlsregung, die auf sehr unterschiedliche Anreizformen zurückgeführt werden kann, umfasst der Begriff Glück auch dauerhaftere Erscheinungsformen, die in individuellen Zuschreibungen wie „Frohnatur“ oder in der Bescheinigung von „Lebensglück“ zum Ausdruck kommen. Maßgeblich gefördert werden stabilere Formen des individuellen Wohlgefühls durch die Art und Weise des Erlebens und der Gestaltung sozialer Kontakte, die für jeden Menschen von klein auf prägenden Einfluss haben.

### Mitmenschliche Bindungen
Die Fähigkeit zur Ausbildung stabiler und glücklicher Partnerbeziehungen hängt oftmals wesentlich von den Beziehungen in der Herkunftsfamilie ab: „Wer sich als Kind sicher aufgehoben fühlte, wird als Erwachsener besser mit konfliktreichen Situationen, aber auch mit Alltagsproblemen fertig. Ja, er wird schon in der Schule und als Jugendlicher weniger Schwierigkeiten mit Gleichaltrigen haben und emotional belastbarer sein. In einer Partnerschaft werden diese Menschen sich eher öffnen, aufeinander eingehen, sich Raum geben, zusammenhalten und sich fallen lassen können, weil sie sich geborgen fühlen und vertrauen können.“
Emotionale Erfahrungen in neuen Beziehungen können andererseits lebenslang zur Veränderung eingefahrener Einstellungen führen, Freundschaften zu Gesundheit und Glück wesentlich beitragen: „Nicht beim Fernsehen, sondern in einem freundschaftlichen Gespräch erfahren wir die Tiefe unserer Gefühle.“ Auch nonverbale Kommunikation in Form von Körperkontakt (Berührung, Streicheln, Umarmung) ist ein wichtiges Mittel zur Herstellung von Wohlbefinden. Körperliche Zuwendung bewirkt Harmonie, eine Normalisierung der Herzfrequenz und der Atmung sowie eine Entspannung der Muskulatur. Sie hat insgesamt „die heilsame Wirkung der Liebe“.
Dass in der gesellschaftlichen Gegenwart soziale Kontakte gegenüber der in relativer Abgeschiedenheit kultivierten Individualität noch weiter an Bedeutung für das persönliche Wohlbefinden gewinnen werden, meint Gödtel:

„Die wachsende Zahl von intensiven Kontakten zu unseren Mitmenschen wird in der Zeit von Internet und Handy unser Leben immer mehr bestimmen. Wie in einem Netzwerk sind wir in die Vielfalt der kulturellen und informativen Sinn-Systeme eingebaut. Wer glaubt, Sinn allein aus seinem Innern schöpfen zu können, der gerät sehr schnell an eine Grenze nicht nur im multimedialen, sogar im künstlerischen Bereich.“

Eine Kehrseite der durch die neuere Kommunikationstechnik geförderten sozialen Vernetzung des Individuums, die zu Überforderung und Verunsicherung führen kann, skizziert der Soziologe Gerhard Schulze:

„Wie der Barbier von Sevilla reagiert man nach allen Seiten hin auf kurzfristig auftauchende Anforderungen – Figaro hier, Figaro da –, ohne ein Wirklichkeitsbild zu entwerfen, das die vielen Ereignisse umfassend beschreibt. […] Politik, Medienlandschaft, Werbung, Entwicklung neuer Produkte, nicht zuletzt unser aller Alltagsleben scheinen von galoppierendem Episodismus befallen. Wir schreien uns gegenseitig ständig neue Reizworte zu, fallen wechselnden Problemmoden anheim, werden von einander jagenden Erregungstrends ergriffen. Der Kurs durch die Wirklichkeit gerät zur Geisterbahnfahrt.“

Von anderer Seite werden die oft unpersönlichen und anonymen Formen moderner Kommunikation problematisiert, die häufig nur eine Illusion von Gemeinschaftlichkeit böten. Angesichts eines tendenziellen Überangebots an medialen Reizen und Kontaktangeboten ist es also zum eigenen Wohlbefinden nötig geworden, das rechte Maß und eine geeignete Mischung dieser Kommunikationsformen zu finden.

### Selbstbehauptungschancen
Auf gesellschaftliche Zusammenhänge bezogen, liegt der Schlüssel zum individuellen Glück nach Klein darin, das eigene Leben selbst in der Hand zu haben. In gesundheitsschädlichen Stress gerate, wem es an Selbstbestimmung fehlt. Ein nachgeordneter Rang in der Behördenhierarchie beispielsweise erhöht nach Untersuchungsergebnissen das Krankheitsrisiko des Untergebenen im Vergleich mit dem seiner Vorgesetzten und senkt seine relative Lebenserwartung. Die Fremdbestimmtheit des eigenen Tuns und eine erhöhte Mobbing-Gefährdung werden dafür als Ursachen angesehen. Andererseits zeigt die Altenforschung, dass bereits eine begrenzte Zunahme an Auswahlmöglichkeiten für die Bewohner von Altersheimen, sei es beim Essensangebot oder bei der Festlegung von Ausflugszielen, die Lebenszufriedenheit deutlich steigert und die Todesrate signifikant mindert.
Auch Zufriedenheit und Bereitschaft zur Identifikation mit einem politischen System hängen erkennbar ab vom Ausmaß der Mitwirkungsrechte, die den Bürgern im Hinblick auf die Gestaltung der gemeinsamen gesellschaftlichen Belange zur Verfügung stehen. Zu solchen Schlussfolgerungen haben wesentlich Untersuchungen zu unterschiedlichen direkten Beteiligungskompetenzen in der demokratischen Praxis der Schweizer Kantone geführt. Klein resümiert seinen Befund in Bezug auf gesellschaftspolitische Glücksvoraussetzungen:

„Bürgersinn, sozialer Ausgleich und Kontrolle über das eigene Leben sind das magische Dreieck des Wohlbefindens in einer Gesellschaft. Je besser diese drei Kriterien in einer Gesellschaft erfüllt sind, desto zufriedener zeigen sich die Menschen mit ihrem Leben. Aber man kann diese Faktoren nicht isoliert betrachten. Sie brauchen und bedingen einander.“

## Heilkunst und Lebenskunst als Wegbereiter
Individuelles Glückserleben wird, wie gezeigt, von einer Vielzahl sozialer Rahmenbedingungen beeinflusst. Darüber hinaus aber stellt sich die Frage nach der Machbarkeit einzelmenschlichen Glücks. Oft stehen dem traumatische Erfahrungen in der Kindheit und während des Heranwachsens im Wege; aber auch im fortgeschrittenen Lebensalter können Einschnitte durch Unfälle, Gewalteinwirkung und Katastrophen aller Art das Gemütsleben so nachhaltig beeinträchtigen, dass ohne therapeutisches Einwirken das seelische Gleichgewicht – das oft als eine Grundvoraussetzung für Glück betrachtet wird – nicht zurückgewonnen wird. Andererseits ist auch die Alltagsnormalität zumeist nicht so beschaffen, dass sich in ihr die Suche nach mehr Lebensglück ohne Weiteres erübrigt. Daher gehören psychotherapeutische Hilfen, (esoterische) Sinnsuche und die Entwicklung individueller Lebenskunst zu den besonders nachgefragten Quellen auf der Suche nach Glück.

### Psychosomatische Zusammenhänge
Nicht nur bei Ursachenforschung und Therapie von Erkrankungen sind die Wechselbeziehungen zwischen Leib und Seele, zwischen Körper und Geist als grundlegend wichtig anerkannt; auch für das Glücksempfinden spielen sie eine maßgebliche Rolle. Ein glückhaft gesteigertes Lebensgefühl spiegelt sich messbar in bestimmten Körperfunktionen: Das Herz schlägt etwas schneller, die Haut wird aufgrund verbesserter Durchblutung etwas wärmer und feuchter, ihr elektrischer Widerstand sinkt. Und die Körpersignale spielen – auch über Sex, Sonnenwärme und Nahrungsaufnahme hinaus – keineswegs nur eine nachgeordnete Rolle für das Glückserleben: „Gedanken, Erinnerungen, Hoffnungen allein lassen uns keine Emotionen erleben. Erst wenn sie sich mit den richtigen Körpersignalen verbinden, können wir Freude empfinden. Denn aus diesen Signalen konstruiert das Gehirn die Wahrnehmung leiblichen Wohlbefindens.“
Neuere Forschungsergebnisse des Neurologen Antonio Damasio haben gezeigt, dass freudige, ängstliche und abwehrende Emotionen des Körpers den von der Großhirnrinde erzeugten bewussten Gefühlen vorausgehen. Intuition und intuitives Handeln haben in diesem Vorlauf ihren Grund. Intuition beruht auf vorbewusster Erfahrung, weist auch in unübersichtlicher Situation einen Weg und spart Zeit in der Gefahr. „Manchmal weiß der Körper also mehr als der Verstand“, resümiert Klein und zitiert Blaise Pascal: „Das Herz hat Gründe, die die Vernunft nicht kennt.“ Daraus ergibt sich andererseits, dass wir auf das vom Hirnstamm ausgehende unwillkürliche Nervensystem, das die inneren Organe und Blutgefäße steuert, nur geringen Einfluss haben. Der schnelle Weg zum Glück durch eigenen Beschluss ist uns deshalb verwehrt.

### Eine Glücksschmiede für alle?
Ein bekannter Ratgeber für den Weg zu einem glücklichen Dasein ist der Dalai Lama. Als ersten Schritt im Streben nach Glück betrachtet er das Lernen. Dabei bedürfe es einer Vielfalt von Vorgehensweisen und Methoden, um negative Geisteszustände wie Hass, Eifersucht und Zorn durch geeignete meditative Übungen mit der Zeit zu überwinden: „Die systematische Schulung des Geistes – die Entfaltung von Glück, die echte innere Wandlung durch die absichtliche Auswahl von positiven Geisteszuständen und die Ausrichtung darauf einerseits sowie das Herausfordern der negativen mentalen Zustände andererseits – ist aufgrund der Struktur und der Funktion des Gehirns möglich.“
Solch zielgerichtete Übungen kennt aber nicht nur der Buddhismus; sie sind in vielen Kulturen und epochenübergreifend anzutreffen, so in den verschiedenen Yoga-Varianten und in zahlreichen Formen der Askese bis hin zum christlichen und islamischen Fasten. Der Ausspruch „Alles ist Übung“ wird auf den antiken Philosophen Periander zurückgeführt. Ein ganzes Repertoire von Übungen entwickelten danach die verschiedenen Philosophenschulen der Antike, um die Loslösung von schädlichen Affekten wie Habgier, Eifersucht und Todesfurcht zu fördern und dem jeweiligen Glücksideal näher zu kommen. Auf diese Weise bildeten philosophische Theorie und praktische Lebenskunst eine Einheit.
Dass Glück Aktivität und eine ausfüllende Beschäftigung voraussetzt, gehört zu den von alters her gültigen Einsichten. Die positive Auswirkung körperlicher Bewegung und sportlicher Betätigung auf das Gefühlsleben ist dagegen eine Erkenntnis, die erst durch die neuere Hirnforschung belegt werden konnte – besonders wichtig für Menschen mit sitzender Berufstätigkeit und einem entsprechenden Ausgleichsbedarf: „Spiel, Sport, aber auch ganz normales Spazierengehen in der freien Natur und gleichzeitig Sehen, Hören, Riechen sind eine Quelle für Freude und Glück. Oft sind unsere Sinne verkümmert und wir müssen diese Dinge erst wieder lernen. Doch die körperliche Bewegung sollte unterstützt werden, indem auch Psyche und Geist gefordert werden, zum Beispiel durch Verfeinerung der motorischen Fähigkeiten in einer spezielleren Sportart in Gruppen oder durch andere sinnvolle Tätigkeiten, die uns mit Freude und Genugtuung erfüllen.“
Welche Arten von Aktivität individuelles Glück am meisten fördern, richtet sich nach den jeweiligen persönlichen Neigungen und Stärken, über die es folglich Klarheit zu gewinnen gilt. Ein spezielles Glücksgefühl, das mit dem Begriff Flow bezeichnet wird, kann sich einstellen, wenn ein Mensch sich einer Tätigkeit so konzentriert widmet, dass er sozusagen ganz in ihr aufgeht. Flow-Erfahrungen sind nach Csikszentmihalyi jedoch nicht möglich ohne ein hohes Maß an Geschicklichkeit und Leistung körperlicher oder geistiger Art. „Jedes Nachlassen der Konzentration löscht die Erfahrung aus. Doch während sie andauert, arbeitet das Bewusstsein geschmeidig; nahtlos folgen die Tätigkeiten aufeinander.“ Ein angenehmes Gefühl der Selbstvergessenheit kann sich einstellen. „Wenn man nicht mit sich selbst befasst ist, hat man die Möglichkeit, die Vorstellung dessen, was man ist, auszuweiten. Der Verlust des Selbstgefühls kann zur Selbsttranszendenz führen, einem Gefühl, dass die Grenzen des Seins ausgedehnt werden können.“
Auch entwickelte Lebenskunst führt nicht zu andauerndem Glückserleben, erhöht aber dessen Häufigkeit und Nachschwingen. Da unsere für Glücksempfindungen maßgeblichen Sinnesorgane auf die Wahrnehmung von Kontrasten angelegt sind, empfiehlt es sich im Alltagsleben, das Glück nicht in der bloßen Wiederholung bestimmter Erlebnisse zu suchen, sondern eher der alten Devise „variatio delectat“ (Abwechslung erfreut) zu folgen. Dabei kann nach Klein aber gut eine „Rotation der Genüsse“ mit Wiederholungen in Abständen praktiziert werden. Auch eine maßvolle Offenheit für Neues erscheint lohnend: Zwar ginge mit Unbekanntem auch Stress einher; andererseits verbinde sich mit der freudigen Überraschung aber eines der stärksten Lustgefühle überhaupt. Zu oft siege die Scheu vor dem Neuen, weil wir evolutionsbiologisch bedingt stärker auf die Gefahr einer Unannehmlichkeit reagierten als auf die Verlockung einer Erfahrung des Unbekannten.

## Gegenstand von Gesellschafts- und Meinungsforschung
In dem durch technische Entwicklung und Informatik, Globalisierung und Multikulturalität vorangetriebenen gesellschaftlichen Strukturwandel werden auch Soziologie und Demoskopie neuerdings zunehmend aktiv in der Glücksforschung. Daneben und dabei spielen wirtschaftliche Interessen und Aspekte der Marktforschung eine Rolle, die durch Werbung, Konsum- und Erlebnisanreize mitformend einwirken auf menschliches Glücksstreben und Glückserleben.

### Soziologische Betrachtungsweisen
Die explizite Auseinandersetzung mit dem Forschungsgegenstand Glück haben Sozialwissenschaftler wegen der Mehrdeutigkeit des Begriffs und wegen einer „lange währenden Randständigkeit kultureller Inhalte und Bedeutungen“ erst in jüngerer Zeit wieder aufgenommen. Demgegenüber gängiger ist es, sich mit dem Wortumfeld zu befassen, etwa mit Wohlbefinden, Lebensqualität oder Zufriedenheit. Insbesondere geht es dabei nun erneut um die klassische soziologische Frage nach der Rolle des gesellschaftlichen Wandels für die individuelle Lebensführung. Ulrich Beck hat vor dem Hintergrund der Atomreaktor-Katastrophe von Tschernobyl 1986 – und mit Blick auf die ökologischen Nebenfolgen heutiger Wirtschafts- und Produktionsprozesse – im Begriff der Risikogesellschaft aktuelle Aspekte solchen Wandels skizziert:

„Im Zuge ihrer technisch-industriellen Verwandlung und weltweiten Vermarktung wurde Natur in das Industriesystem hereingeholt. Zugleich ist sie auf diese Weise zur unüberwindlichen Voraussetzung der Lebensführung im Industriesystem geworden. Konsum- und Marktabhängigkeit bedeutet nun auch wieder in neuer Weise »Natur«abhängigkeit, und diese immanente »Natur«abhängigkeit des Marktsystems wird in und mit dem Marktsystem zum Gesetz der Lebensführung in der industriellen Zivilisation. Gegen die Bedrohung der äußeren Natur haben wir gelernt, Hütten zu bauen und Erkenntnisse zu sammeln. Den industriellen Bedrohungen der in das Industriesystem hereingeholten Zweitnatur sind wir nahezu schutzlos ausgeliefert. Gefahren werden zu blinden Passagieren des Normalkonsums. Sie reisen mit dem Wind und dem Wasser, stecken in allem und jedem und passieren mit dem Lebensnotwendigsten – der Atemluft, der Nahrung, der Kleidung, der Wohnungseinrichtung – alle sonst so streng kontrollierten Schutzzonen der Moderne.“

Der anthropogene Klimawandel mit seinen Begleiterscheinungen und Folgeproblemen wirkt in der nämlichen Richtung. Daneben tendiert die Entwicklung in den klassischen Industrieländern zu gelockerten sozialen Bindungen des Individuums bezüglich Familie, Kirche, politischen Parteien und Vereinen, die damit auch an orientierendem Einfluss verlieren: „In der individualisierten Gesellschaft muss der einzelne entsprechend bei Strafe seiner permanenten Benachteiligung lernen, sich selbst als Handlungszentrum, als Planungsbüro in Bezug auf seinen eigenen Lebenslauf, seine Fähigkeiten, Orientierungen, Partnerschaften usw. zu begreifen.“
Unter dem Eindruck der gegenwärtigen soziologischen Diskussion um gesellschaftliche Entwicklungsperspektiven ergeben sich für Barheier hauptsächlich drei Ebenen, in denen Glückskonzepte zur Prüfung anstehen: Während in der Auseinandersetzung zwischen den Vertretern von Liberalismus und Kommunitarismus vornehmlich das öffentliche Glück zur Debatte stehe, biete die „Multioptionsgesellschaft“ andererseits eine vielfältige Chance zur Realisierung privaten Glücks. Zwischen diesen beiden Polen liege der mit den Begriffen „Risiko“ und „Schicksalhaftigkeit“ zu charakterisierende Bereich, der unkalkulierbar und darum in spezieller Weise Glückssache sei. Das Ineinsgehen dieser Ebenen von Glückskonzeptionen, die vordem als gesondert nebeneinanderstehend behandelt wurden, dürfte, so Barheier, ein „Spezifikum an der Schwelle des 21. Jahrhunderts“ sein.

### Demoskopische Erhebungen

#### Zusammenhang zum Einkommen
Generell ist Geld zwar relevant für das Wohlbefinden, aber der Effekt wird meist überschätzt. Speziell Einkommensreichtum hat zusätzlich nur einen (im wörtlichen Sinne) begrenzten Einfluss auf das Lebensglück, da ab einer gewissen Höhe des Einkommens die betreffenden Indikatoren für Glücklichsein nicht mehr ansteigen. Sie erreichen eine „Sättigung“, d. h. ein Plateau. So wird für Westeuropa und Skandinavien dieses Plateau ab einem gewichteten Äquivalenzjahreseinkommen von 50.000 bis 100.000 Dollar erreicht (je nach Indikator). Letzterer Wert entsprach (im Jahr der Studienveröffentlichung) etwa einem Einkommen von 7.062 Euro im Monat. Speziell für einen der Indikatoren, Lebenszufriedenheit, ist dieser Wert ein Umkehrpunkt. Das heißt, steigt das Einkommen weiter über diesem Punkt an, sinkt die Lebenszufriedenheit wieder ab. So entspricht beispielsweise die Lebenszufriedenheit bei einem Einkommen von 160.000 Dollar etwa wieder dem Niveau eines Einkommens von 50.000 Dollar.

#### Internationale Vergleiche

Weltkarte nach World Happiness Report 2023,
basierend auf Gallup World Poll, Mittelwert 2020–2022

Nicht allein unter soziologischen und ökonomischen Gesichtspunkten, sondern auch als individuelle Orientierungshilfen werden Umfragen genutzt, die als Gradmesser für kollektives Glücksempfinden und Glücksstreben fungieren sollen. Die Methodenprobleme bei Glücksstudien sind dabei mannigfaltig. Einiges Aufsehen erregt hat z. B. die 1998 erschienene weltweite Studie der London School of Economics and Political Science, aus der eine Rangliste der Einzelstaaten gemäß Glücksempfinden der Befragten abgeleitet wurde. Demnach lagen mit Bangladesch, Aserbaidschan, Nigeria, Philippinen und Indien solche Staaten auf den ersten fünf Plätzen, die weder eine fortgeschrittene Industrialisierung aufwiesen, noch zu den mit durchschnittlich gut bemittelter Bevölkerung zählten. Überraschend und erklärungsbedürftig schien, dass die Menschen in den Industrieländern mit hohem Pro-Kopf-Einkommen demgegenüber deutlich abfielen (Großbritannien an 32., Frankreich an 37., Deutschland an 42., USA an 46. Stelle).
Dass Glück verstärkt bei denen anzutreffen sein soll, die oft um die Erfüllung von Grundbedürfnissen wie Nahrung, Wasser, Kleidung, Wohnung und eine medizinische Grundversorgung noch zu kämpfen haben, hat Skepsis geweckt bezüglich der Erhebungsmethoden und der Ergebnisauswertung dieser Befragung. Die Berliner Zeitung berichtete beispielhaft über das Ergebnis einer Vor-Ort-Recherche im November 2000: „Europäische Forschungsreisende der jüngeren Zeit sahen, rochen und fühlten das Elend Bangladeschs und kamen zu dem Schluss: ‚Das ist kein Leben.‘ Aber fragen wir die dürre kleine Frau im zerrissenen Sari, die bei Sonnenuntergang in den Ruinen des uralten buddhistischen Klosters von Paharpur im Nordwesten Bangladeschs hockt. […] ‚Mir geht es gut, ich esse zweimal am Tag.’ Zweimal, das ist in der Tat nicht schlecht. Und sie lacht so, dass der Blick auf ihre Zahnstummel vollständig frei ist. Weder Frau Mujahi noch ihr 23-jähriger Sohn Musun haben je ferngesehen, sie wissen nicht, welches Glück Weichspüler für Frotteetücher verheißen oder welches Gefühl von Freiheit eine bestimmte Automarke vermittelt. Wenn sie Geld hätte, würde Frau Mujahi den Sohn verheiraten oder seine Nachtblindheit behandeln lassen. Aber unglücklich? Nein, nein. ‚Very, very happy’ sei sie, selbstverständlich, sie lebe ja, und zwar in einer Familie und ‚unter dem großen wunderbaren Himmel’“.
Glücksvergleiche dieser Art sind mit dem Problem behaftet, dass unterschiedliche Kulturen das Glücksempfinden erheblich beeinflussen: „Japaner sind notorisch unzufrieden, Mittelamerikaner eher fröhlich. […] US-Bürger lassen sich kaum davon erschüttern, dass die Reichen schnell reicher werden, während der Rest Amerikas stagniert – weil sie an das amerikanische Versprechen glauben: Wer sich anstrengt, kommt nach oben. Kontinentaleuropäer empfinden das anders. Die Haltung zum Risiko unterscheidet sich diesseits und jenseits des Atlantiks: Amerikaner leben leichter damit als Europäer.“
Eine Mitte 2006 erschienene Studie der britischen New Economics Foundation (NEF) entwickelt den Happy Planet Index als einen Indikator für die ökologische Effizienz, mit der eine Nation ihr Wohlbefinden generiert. Die daraus entwickelte Rangliste setzte die Einwohner des Inselstaates Vanuatu an die Spitze. In die Auswertung dieser ökologisch ausgerichteten Stiftung flossen neben dem Grad der bekundeten Zufriedenheit der Menschen auch die Messwerte Lebenserwartung und Umgang mit der Umwelt („ökologischer Fußabdruck“) ein. Gut schnitten außerdem Kolumbien, Costa Rica, Dominica und Panama ab, während unter den europäischen Industriestaaten Österreich (Platz 61), die Schweiz, Island und Italien (Plätze 64 bis 66) relativ am besten platziert waren. Deutschland erreichte den 81. Platz, die USA landeten auf dem 150. Platz. Auffällig dabei war das besonders gute Ranking von Inselbewohnern.
Eine „Weltkarte des Glücks“ ergab sich aus einer weiteren 2006 erschienenen Studie des britischen Sozialpsychologen Adrian G. White, der als Glücksgradmesser vorrangig die Faktoren Gesundheit, Wohlstand und Bildung berücksichtigte. Hiernach belegten Dänen, Schweizer und Österreicher die drei ersten Ränge, die Menschen im Kongo, in Simbabwe und Burundi als die am wenigsten Glücklichen dagegen die drei letzten Plätze. Eine neuere Vergleichsstudie, die zahlreiche internationale Untersuchungen über einen längeren Zeithorizont zusammenfasst, gelangt zu ganz anderen Ergebnissen: An der Spitze liegen Island, Neuseeland, Norwegen, Schweden, Irland und Kanada – also Länder mit geringer Siedlungsdichte und hoher Lebenserwartung –, am Ende viele osteuropäische und lateinamerikanische Länder (mit Ausnahme von Brasilien) sowie der Irak und Simbabwe. Deutschland liegt noch hinter Ägypten, Kirgisistan und Ruanda.
Der World Happiness Report ist ein jährlich vom Sustainable Development Solutions Network der Vereinten Nationen veröffentlichter Bericht und eine weitere Methode zur Messung des Glücksempfinden. Der Bericht enthält Ranglisten zur Lebenszufriedenheit in verschiedenen Ländern der Welt und Datenanalysen aus verschiedenen Perspektiven. Der Bericht wurde konzipiert von u. a. Jeffrey Sachs, Richard Layard und John F. Helliwell. Faktoren die in den Index einfließen sind u. a. die Lebenserwartung, das Wohlstandsniveau, das Vertrauen innerhalb einer Gesellschaft, das Ausmaß der sozialen Unterstützung und die subjektiv empfundene Lebenszufriedenheit.
In der Summe zeigen auch die vielfältigen internationalen Erhebungen, dass Glück und Glücksempfinden von vielerlei Einflussfaktoren abhängen, insbesondere von individueller Wahrnehmung und soziokulturellem Umfeld. So erklärt sich auch das sogenannte Wohlstandsparadox, in dem zum Ausdruck kommt, dass trotz einer durchschnittlichen Einkommensvervielfachung in westlichen Gesellschaften während der vergangenen 50 Jahre die davon begünstigten Menschen kaum glücklicher geworden sind.
Der Schweizer Ökonom Mathias Binswanger sagt, dass oberhalb eines Jahreseinkommens von 20.000 Dollar pro Person, Geld nicht noch glücklicher mache. Dies deckt sich in etwa mit international vergleichenden Studien, die diesen „Sättigungspunkt“ bei 60 bis 70.000 bzw. 100.000 Dollar pro Familie sehen.

#### Intergeschlechtliche Vergleiche
Ein Wohlstandsparadox wurde auch bei intergeschlechtlichen Glücksvergleichen festgestellt. Seit den 1970er Jahren fiel in den USA die subjektive Zufriedenheit von Frauen im Vergleich zu der von Männern. Dies steht der Verbesserung vieler objektiver und materieller Indikatoren der Lebensqualität von Frauen gegenüber.

### Bewertung von Glücksforschung
Die Glücksforschung versteht „Glück“ als „Lebenszufriedenheit“ oder „Wohlbefinden“. Da es sich als schwer erwiesen hat, eine Definition für Glück zu finden, werden stattdessen einzelne Menschen gefragt, wie glücklich sie sich fühlen. Zahlreiche Befragungen werden dann zusammengefasst und mithilfe statischer Methoden ausgewertet. Auch wenn einige Forscher der Meinung sind, dass die Skalen grundsätzlich ungeeignet sind, um Glücklichkeit abschätzen zu können, argumentieren andere Forscher, dass die auf Basis der Befragung gebildeten Glücksindizes eine hohe statistische Übereinstimmung mit Kennzeichen besitzen, die im Allgemeinverständnis auf eine glückliche Person hindeuten. Beispielsweise lächeln Personen häufiger, die auf Skalen eine hohe Glücklichkeit angeben, zeigen sozialeres Verhalten, sind hilfsbereiter und begehen weniger oft Suizid. Aus diesem Grund werden die auf Basis der Befragung ermittelten Glücksindizes von Glücksforschern als verlässlich angesehen.
Bevor Strategien zum glücklicher werden empfohlen werden, sollten deren Wirksamkeit unbedingt durch die Wirksamkeit strenge, groß angelegte Experimente gestützt werden. In den letzten zehn Jahren hat sich in der Psychologie ein deutlicher Wandel in Bezug darauf vollzogen, was „hochwertige Evidenz“ ausmacht (es wurden z. B. Praktiken wie Vorregistrierung – also die Festlegung auf bestimmte methodische und analytische Entscheidungen im Voraus – und größere Stichprobengrößen eingeführt, um Studien mit zu geringer Wirksamkeit zu vermeiden). Eine Meta-Analyse aus dem Jahr 2023 hat diesen modernen evidenzbasierten Ansatz verwendet und die Evidenz für gängige glückssteigernde Strategien bewertet. Ziel der Studie war es, die Wirksamkeit dieser Strategien und ihre Auswirkungen auf das subjektive Wohlbefinden zu beleuchten. In einem ersten Schritt analysierten die Autoren zahlreiche Medienartikel und Websites zum Thema Glück, um die fünf am häufigsten empfohlenen Strategien zu ermitteln; diese waren: Dankbarkeit ausdrücken, Geselligkeit fördern, Sport treiben, Achtsamkeit/Meditation praktizieren und sich vermehrt der Natur aussetzen. Als Nächstes wurde die veröffentlichte wissenschaftliche Literatur durchsucht, in denen die Auswirkungen dieser Strategien auf das subjektive Wohlbefinden von Personen im Alltag untersucht wurden (nicht-klinische Stichproben). Dabei wurde auf die oben beschriebenen Kriterien für hochwertiger Evidenz beschränkt; nur 10 % der ursprünglich gefundenen Studien erfüllten diese strengen Kriterien. Die Ergebnisse zeigten, dass es, anders als bisher von wissenschaftlichen Studien nahegelegt, derzeit noch an soliden wissenschaftlichen Belegen für einige der am häufigsten vorgeschlagenen Glücksstrategien mangelt. Unter den fünf am häufigsten Glücksstrategien fanden sich „einigermaßen solide Belege“ für positive Effekte von a) Dankbarkeitsbotschaften oder -listen, b) Gespräche mit Fremden bzw. Dankbarkeit und Soziabilität – also der Aufnahme und Pflege sozialer Beziehungen. Es konnten hingegen keine überzeugenden Belege dafür gefunden werden, dass c) Sport, d) Achtsamkeitstraining oder e) Spaziergängen im Grünen glücker machen.

## Glücksbegriff und Glücksstreben in der Philosophie
Philosophie spielte bereits in der griechischen Antike die Rolle eines Wegweisers zur Lebenskunst, die ihrerseits als Grundlage eines glückenden Daseins galt. Dabei sind die Ratschläge der Alten zur Lebenskunst nach Höffe noch immer beachtenswert, weil auf diesem Feld – anders als in den modernen Wissenschaften – nicht die immer neuen Entdeckungen und Erfindungen dominieren: „Die zwei entscheidenden Faktoren, die Herausforderungen des Lebens und die glückstauglichen Antworten, sind wegen ihres Zusammenhangs mit der Conditio humana in ihrem Kern kultur- und epochenunabhängig.“
Was den antiken Glücksbegriff vom modernen tendenziell unterscheidet, liegt in dem Bemühen der frühen Philosophen, objektive Glücksmaßstäbe zu entwickeln (d. h. äußere Güter oder innere Haltungen des Menschen), aus deren Erfüllung das Lebensglück abzuleiten sei (Erfüllungsglück), während die moderne Auffassung eher von subjektiven, episodischen Eigenbewertungen der Individuen ausgeht (Empfindungsglück). Die Bedeutung der modernen Subjektivierung des Glücks wird etwa im politischen Liberalismus erkennbar, dessen zentrales Merkmal seine prinzipielle Neutralität gegenüber divergierenden Glücksvorstellungen ist. Dabei läuft man allerdings Gefahr, dass der Begriff des Glücks sich immer weiter verflüchtigt und schließlich mit dem der Lust zusammenfällt. In jüngerer Zeit lässt sich vor diesem Hintergrund die Tendenz feststellen, an ältere eudämonistische Konzeptionen anzuknüpfen und Ethiken des Wohlergehens und des gelingenden Lebens wieder aufzunehmen.

### Antike Glückshorizonte
Charakteristische Merkmale antiker Glücksvorstellungen sind bereits im Vorfeld der klassischen griechischen Philosophie anzutreffen. Bekanntes Beispiel ist der Besuch des athenischen Staatsmannes Solon, eines der Sieben Weisen, beim Lyderkönig Kroisos, der sich von dem Gast bestätigen lassen möchte, er sei der glücklichste Mensch auf der Erde. Solon aber bezeichnet den Athener Tellos als den Glücklichsten, weil er in einem blühenden Gemeinwesen gelebt, tapfere Söhne, gesunde Enkel, ein gutes Vermögen und einen ehrenvollen Tod auf dem Schlachtfeld gehabt habe, der ihm die Hochachtung seiner Mitbürger eintrug. Vor dem Tode, so bescheidet er Kroisos, dürfe sich niemand glücklich preisen. Die Auskunft ist auch als „Paradox des Solon“ bekannt; denn nach dem Tode ist keine Stellungnahme mehr möglich, sodass zu keinem Zeitpunkt des Lebens jemand überhaupt von sich sagen dürfte (oder jemand anderer von einem Lebenden), er sei glücklich.
Dass nur der dauerhafte Lebenserfolg Glück zu begründen geeignet sei, wurde von der antiken Philosophie aufgenommen und weitgehend nach innen gewendet. Als glücklich im Sinne der Eudaimonie wurde danach angesehen, wer einen guten Daimon hatte, der ihn zur tugendhaften Lebensführung anleitete. Die Unterschiede der antiken Philosophenschulen beruhten in der Folge hauptsächlich auf den Vorstellungen darüber, welche Art der Lebensführung letztlich zu einem wohlgeratenen und lobenswerten Dasein im Sinne der Eudaimonie führte.
Für Sokrates stellte die Eudaimonie nicht ein Privileg der Begüterten, Vornehmen und von den Göttern Begünstigten dar, sondern ein für alle erreichbares Ziel, das durch vernunftgegründete, tugendhafte Lebensführung anzustreben ist. Angesichts des gegen ihn wegen Gottlosigkeit und Verführung der Jugend geführten und mit seinem Todesurteil endenden Prozesses hat Sokrates betont, man tue im Sinne des eigenen Seelenglücks notfalls besser daran, Unrecht zu erleiden als Unrecht zu tun. Die mögliche Flucht aus dem Gefängnis lehnte er Freunden gegenüber deshalb ab. Nicht nur mit dieser deutlich moralisch akzentuierten Wendung des Glücksbegriffs hat Sokrates die ihm nachfolgenden Philosophengenerationen beeindruckt; auch sein einfacher Lebensstil und seine mitunter staunenswerte Körperbeherrschung galten als beispielhaft.
Platons Glücksbegriff war dem seines Lehrers Sokrates eng verwandt. Eudaimonie gründet nach seiner Lesart in einer Lebensführung, die der Gerechtigkeit verpflichtet ist. Gerechtigkeit erschließt sich dem Philosophen in der Betrachtung und Nachahmung der Ideenordnung, der das Wohlgeordnete und Gleichbleibende und – als Erfüllung des menschlichen Strebens – das Gute innewohnen. Zu den „Inseln der Seligen“ gelange nach seinem Tod, wer sein Leben gerecht und heilig geführt habe. Platon hielt das Fortbestehen der Seelen, gerechter wie ungerechter, nach dem Tode und ihre Belohnung oder Bestrafung je nach Art der Lebensführung für möglich.
Im Rahmen der Nikomachischen Ethik hat Aristoteles den Glücksbegriff seinerseits eingehend untersucht und seiner umfänglichen Abhandlung vorausgeschickt, dass man sich dabei „mit demjenigen Grade von Bestimmtheit begnügen müsse, der dem gegebenen Stoffe entspricht.“ Im Ergebnis präsentiert er ein abgestuftes Glücksmodell, das sich aus mehreren Komponenten zusammensetzt. Als höchstes und sich selbst genügendes Ziel sei die Glückseligkeit allen anderen menschlichen Strebungen wie Ehre, Lust und Vernunft vorgeordnet. Gebunden sei die Eudaimonie an eine Tätigkeit, andernfalls sie ja auch im Schlaf oder in der Art des Pflanzenlebens erlangt werden könnte; und wie die Glückseligkeit müsse auch die zugehörige Tätigkeit sich selbst genügen. Diese Voraussetzung sieht Aristoteles für geistige Betrachtungen als erfüllt an:

„Der Geist nämlich ist das Beste in uns, und die Objekte des Geistes sind wieder die besten im ganzen Bereich der Erkenntnis. Sodann ist sie die anhaltendste. Anhaltend denken können wir leichter als irgend etwas anderes anhaltend tun.
Ferner glauben wir, daß der Glückseligkeit Lust beigemischt sein muß. Nun ist aber unter allen tugendgemäßen Tätigkeiten die der Weisheit zugewandte eingestandermaßen die genussreichste. Und in der Tat bietet die Philosophie Genüsse von wunderbarer Reinheit und Beständigkeit…“

Für die glücksträchtige Betätigung in theoretischen Studien bedürfe es vor allem der Muße, die aber nicht auf den ansonsten bedeutsamen Betätigungsfeldern des Krieges und der Politik zu erlangen sei. In zweiter Linie wichtig für die Eudaimonie seien Tätigkeiten, die von Tugenden wie Gerechtigkeit und Tapferkeit bestimmt sind; Politik und Kriegseinsatz stellen dafür denn doch wichtige Anwendungsbereiche dar. Und schließlich braucht ein Glückseliger nach Aristoteles auch gute äußere Lebensbedingungen (Gesundheit, Nahrung, sonstigen Bedarf), und zwar wie alles sonst im rechten Maß, aber nicht im Überfluss.
In der auf Aristoteles und die Eroberungszüge seines Schülers Alexanders des Großen folgenden Epoche des Hellenismus nahm das philosophisch begründete Glücksstreben verstärkt asketische Züge an, modellhaft-radikal vorgeführt von den Kynikern und ihrem prominenten Vertreter Diogenes von Sinope, der einem materiell so bedürfnisarmen Glück frönte, dass er der Legende nach dem ihn aufsuchenden und nach seinen Wünschen sich erkundigenden Alexander zur Antwort gab: „Geh mir ein wenig aus der Sonne.“ Trotz oder wegen des Affronts stark beeindruckt, soll Alexander im Weggehen angesichts der Belustigung seiner Begleiter ausgerufen haben: „Wahrlich! Wenn ich nicht Alexander wäre, so möchte ich wohl Diogenes sein.“ Tatsächlich dürften Alexander und Diogenes – sofern es den letzteren überhaupt als historische Gestalt gegeben hat – einander nicht begegnet sein; man könne „bei den Erzählungen über das Zusammentreffen des Alexander und Diogenes von historischer Authentizität nicht sprechen.“
Ein Teilnehmer des Alexanderzuges nach Indien, Pyrrhon von Elis, begründete nach seiner Rückkehr mit der Skepsis ebenfalls eine originelle philosophische Strömung des Verzichts, in diesem Fall des Verzichts auf sichere Erkenntnis. Eudaimonistisches Leitbild für ihn und seine Anhänger war ein entspanntes, erschütterungsfrei zu führendes Leben. Die Pyrrhoneer verschrieben sich daher der Ataraxie („Unerregtheit“) und sahen den Weg zum Glück darin, „meinungslos“ zu bleiben, sich also jeglichen Urteils zu enthalten.
Wie die Kyniker in dem Sokrates-Schüler Antisthenes ihren Vordenker hatten, so konnten Epikur und seine Anhänger an die Lehre des Sokrates-Schülers Aristippos von Kyrene anknüpfen. Ihm zufolge sind die individuellen Sinnesempfindungen Maßstab des Guten, und eine darauf abgestimmte Lustmaximierung verspricht ein Höchstmaß an Glück. Epikur fügte dieser bei Aristippos mit genussreichem Wohlleben verbundenen Lehre u. a. eine ausgeprägte asketische Komponente hinzu, sodass der gefestigte epikureische Weise schließlich weder Schmerzen noch den Tod oder die Götter zu fürchten hat und gerade wegen gezielt maßvoller Bedürfnisbefriedigung (und Unlustvermeidung) das Glück eines dauerhaften, maximalen Lustgewinns erreicht. Den Tod vor Augen, hat Epikur die eigene Lehre, die mit hoher Wertschätzung von Freundschaftsbeziehungen einhergeht, in seinem Abschiedsbrief an Idomeneus folgendermaßen beglaubigt: „Den seligen und zugleich letzten Tag meines Lebens verbringend, schreibe ich euch diese Zeilen. Ich werde von Harn- und Ruhrbeschwerden verfolgt, die keine Steigerung der Größe mehr zulassen. All dem aber steht gegenüber die Freude der Seele über die Erinnerung an die von uns geführten Gespräche.“
Etwa zeitgleich mit den Epikureern entstand um Zenon von Kition mit der Stoa eine weitere Philosophenschule mit eigenem Glücksleitbild und nachhaltiger Ausstrahlung in Athen. Für Stoiker ist es vor allem der Gebrauch der mit der Ordnung des Kosmos harmonierenden menschlichen Vernunft, der ihnen das Glück des Seelenfriedens verschaffen kann. Dabei gilt es vorrangig, die Kontrolle über die eigenen Affekte zu erlangen sowie unterscheiden zu lernen zwischen den Dingen, auf die sich die eigene Gestaltungsfähigkeit und Verantwortung erstreckt – Leitvorstellungen, Urteilsbildung, tätiges Streben –, und solchen als sittlich gleichgültig anzusehenden Dingen (Adiaphora), über die zu verfügen nicht in der eigenen Hand liegt, wie z. B. Körpergestalt, Besitz oder Ansehen. Eine scheinbar ganz einfache stoische Glücksformel stammt von Seneca:

„Wer die Einsicht besitzt, ist auch maßvoll; wer maßvoll ist, auch gleichmütig; wer gleichmütig ist, lässt sich nicht aus der Ruhe bringen; wer sich nicht aus der Ruhe bringen lässt, ist ohne Kummer; wer ohne Kummer ist, ist glücklich: also ist der Einsichtige glücklich, und die Einsicht reicht aus für ein glückliches Leben!“

Anders als die Eudaimonie der Aristoteliker oder der Epikureer zielte die stoische aber weniger auf ein von Betrachtungen in Muße erfülltes Dasein bzw. auf ein Leben hauptsächlich unter gleichgesinnten Freunden. Stoiker wussten sich dem Gemeinwesen verpflichtet und nahmen daran als Kosmopoliten Anteil. Als letzter in der Reihe bedeutender stoischer Philosophen hat Kaiser Mark Aurel bezeugt:

„Meine Natur aber ist eine vernünftige und für das Gemeinwesen bestimmte; meine Stadt und mein Vaterland aber ist, insofern ich Antonin heiße, Rom, insofern ich ein Mensch bin, die Welt. Nur das also, was diesen Staaten frommt, ist für mich ein Gut.“

Stoa und Neuplatonismus markieren den Ausgang der antiken Philosophie des Seelenglücks. In mancher Hinsicht waren sie aber auch für die nachfolgend dominierende christliche Daseinsorientierung im europäischen Mittelalter wegweisend. Plotin sah den Menschen in der Spannung zwischen sinnlich-körperlicher und seelisch-geistiger Realität existieren. Als höchstes eudaimonistisches Strebensgut jenseits der lebensweltlichen Wirklichkeit bestimmte er das metaphysische Eine, zu dem es geistig aufzusteigen und zugleich zurückzukehren gelte. „Unter dem Aufstieg des Menschen ist dann folgerichtig dessen ‚Geistwerdung’ zu verstehen, also der schrittweise Übergang zu einer theoretischen Existenzform verbunden mit einer moralisch-asketischen Lebensführung.“
Kirchenvater Augustinus sah menschliches Glücksstreben seinerseits ganz ähnlich darauf gerichtet, zu Gott zurückzukehren. Glück war für ihn das, worin alles Handeln und Begehren zum Stillstand kommt. Erst die Unveränderlichkeit Gottes ermöglicht demnach dauerhaftes menschliches Glück. „Das neuplatonische Motiv des Gott-Habens oder Gott-Genießens erlangt bei ihm eine bleibende und für die spätere christlich-metaphysische Tradition zentrale Bedeutung.“

### Neuzeitliche Glückskonzepte
Größtes Glück der größten Zahl
Die philosophische Auseinandersetzung mit Bedeutung und Bedingungen menschlichen Glücks bleibt auch in der Neuzeit vielfältig rückgekoppelt an die antiken Glückshorizonte. Eine Blütezeit philosophischer Auseinandersetzungen über das menschliche Streben nach Glück war das Zeitalter der Aufklärung. Wichtige Anregungen und Weichenstellungen sind von zwei stark kontrastierenden Konzepten ausgegangen, die zeitlich parallel zum Entstehungsprozess der Vereinigten Staaten von Amerika am Vorabend der Französischen Revolution entwickelt wurden: der von Jeremy Bentham begründete Utilitarismus mit Anklängen an die Lustlehren des Antisthenes und Epikurs sowie die an stoische Vernunftsteuerung erinnernde, kosmopolitisch grundierte Pflichtethik Immanuel Kants. Beiden Ansätzen gemeinsam ist, dass sie nicht vorrangig auf individuelles Seelenheil zielen, sondern auf gesamtgesellschaftliche Wohlfahrt.
Bentham brachte dies zunächst auf die Formel vom „größten Glück der größten Zahl“, dem zum allgemeinen Nutzen vor allem in Fragen der Gesetzgebung wichtige Bedeutung zukäme. Im Rahmen eines „hedonistischen Kalküls“ gelte es zu ermitteln, wie sich die mit bestimmten Maßnahmen einhergehende Lust-Schmerz-Folgerelation zugunsten der erwünschten Seite (pleasures) optimieren lasse, wobei Intensität, Dauer, Wahrscheinlichkeit und zeitliche Nähe des Eintretens für beide Messgrößen taxiert werden sollten. Für den Liberalismus als politische wie als wirtschaftliche Ordnungslehre stellt der von John Stuart Mill weiterentwickelte Utilitarismus eine wesentliche Grundlage dar. Mill stellte heraus, dass es auch andere als hedonistische Formen von Lust bzw. Glück gibt und sah den Utilitarismus nicht im Gegensatz zu wissenschaftlicher, künstlerischer und humanitärer Tätigkeit. Bekannt ist Mills Sentenz: „Es ist besser, ein unzufriedener Mensch zu sein als ein zufriedenes Schwein; besser ein unzufriedener Sokrates als ein zufriedener Narr.“
Glückseligkeit in Grenzen
Für Kant ist das Streben nach Glückseligkeit eine naturgegebene Eigenschaft des Menschen.  Weil aber das, was den Menschen glücklich macht, kontingent ist, können die Handlungen, die zur Glückseligkeit führen, nicht als Gebote formuliert werden. Sie beruhen auf sinnlichen Empfindungen und sind für jeden Menschen anders. Deshalb bezeichnet Kant die hypothetischen Imperative, die auf die Glückseligkeit gerichtet sind, als Ratschläge der Klugheit. Der Zweck der Glückseligkeit steht fest, aber nicht die zu seiner Erreichung nötigen Mittel. Dem Streben nach Glückseligkeit übergeordnet sind die Gebote der Sittlichkeit, deren formale Bestimmung durch den kategorischen Imperativ erfolgt, weil die Glückseligkeit des einen Menschen nicht der Glückseligkeit des anderen entsprechen muss. Es ist gut, die Glückseligkeit anzustreben, solange die entsprechenden Handlungen sich im Rahmen der sittlichen Vertretbarkeit bewegen. Glückseligkeit ist zudem kein kurzfristiges Glücksempfinden, sondern ein Projekt, das langfristig das ganze Leben lang wirkt.
„Glückseligkeit ist der Zustand eines vernünftigen Wesens in der Welt, dem es im Ganzen seiner Existenz alles nach Wunsch und Willen geht, und beruht also auf der Übereinstimmung der Natur zu  seinem ganzen Zwecke, imgleichen zum wesentlichen Bestimmungsgrunde seines Willens.“
Genuss des Unverfügbaren
Dieter Thomä thematisiert im Anschluss an Max Scheler geradezu eine Glücksfeindlichkeit der kantischen und nachkantischen deutschen Philosophie sowohl bei Fichte und Hegel (dem jedenfalls „die Weltgeschichte nicht der Boden des Glückes“ war) als auch bei Schopenhauer (der das Glücksstreben der Menschen für ihren angeborenen Irrtum hielt) und Nietzsche („Trachte ich denn nach dem Glücke? Ich trachte nach meinem Werke!“). Andererseits birgt die Dualität von Selbsterhaltung und Selbstbestimmung, die Thomä als Grundelemente modernen Glücksstrebens auf utilitaristischer Basis und als Grundpfeiler im Denken der Gründerväter der Vereinigten Staaten ansieht, für ihn die Gefahr einer teilweisen Überforderung der Individuen als Bürger und tätige Förderer des eigenen Glücks.
Er plädiert für einen entspannteren Umgang mit der Glücksfrage zur Ausschöpfung der Glückspotenziale: „Das moderne Konzept selbstbestimmten Lebens hadert mit dem glücklichen Lebensvollzug, dem glücklichen Eingelassensein in das Leben, und so gleitet ihm das Glück durch die Finger. Diejenigen, die ihm dann um so hartnäckiger nachjagen, bemerken nicht, daß sie es nur weiter vor sich her und von sich weg treiben. Wenn man sich stattdessen in die Unverfügbarkeit des Glücks findet, so heißt dies auch, dass man die Tatsache dieser Unverfügbarkeit selbst zu genießen bereit ist. Sie gehört geradewegs zum Glücke selbst. Das Glück hängt an dem Selbst, das sich dessen erfreut und damit im reinen ist, sich nicht vollends im Griff zu haben.“ Das Fazit von Thomäs Versuch einer philosophischen Rehabilitation des Glücks in der Moderne lautet: „Am Ende ist es die Selbstliebe, bei der die Suche nach einem Weg zwischen traditionalistischen und autonomistischen Verzeichnungen des menschlichen Selbst fündig wird.“
Moderne Lebenskunst-Lehre
Auf gleichartiger Grundlage operiert gegenwärtig Wilhelm Schmid mit seinem Angebot einer modernen Lebenskunst-Lehre, die zwar weniger rigide daherkommt als manch antiker Vorläufer, aber doch eine lebensnahe Zusammenstellung von Handlungsoptionen und philosophischen Verarbeitungsmustern bereitstellen will: „hermeneutischer Stoff, mit dessen Hilfe der eigene Lebensvollzug durchdacht werden kann.“ Er unterscheidet zwischen Zufallsglück, Wohlfühlglück und dem Glück der Fülle. Letzteres sei heute neu wieder zu entdecken als ein die flüchtigen Momente der beiden anderen Glücksformen hinter sich lassender „guter Fluss des Lebens“ im Sinne „des Hin- und Herfließens wie bei einem Meer und seinen Gezeiten“. Zum Leben gehöre auch das Widerspiel von Lust und Schmerz. Schmerzen und Unglücklichsein ganz vermeiden zu wollen, bringe einen um die Kontrasterfahrung, die die Lust erst fühlbar mache, und führe zu Orientierungsverlust, „denn der Schmerz ist der Stachel, der zum Nachdenken über das Leben nötigt.“ Andreas Kumpf kombiniert den Ansatz der Lebenskunst von Wilhelm Schmid mit der psychologischen Glücksforschung und führt ein erweitertes Konzept des Lebensglücks als „Zwei-Komponenten-Modell“ ein. Eine Quelle bestehe aus einer bestimmten Anzahl an Glücksmomenten; die zweite sei die langfristige Zufriedenheit mit bestimmten Aspekten und getroffenen Entscheidungen im Leben. Nur wenn beide Komponenten im jeweiligen Lebensalter zusammenkämen, könne man von hoch ausgeprägtem Lebensglück sprechen.
Selbsterkenntnis
Wenn es nun einerseits in die Irre führt, dem Glück auf jede Weise nachzujagen, so spricht auch unter Gegenwartsbedingungen andererseits vieles dafür, ihm das Eintreten durch eigenes Zutun zu erleichtern. Nach Höffe kommt es dabei insbesondere darauf an, Klarheit zu gewinnen über die eigenen Begabungen – einschließlich ihrer Grenzen – und das eigene Leben auf der Grundlage einer realistischen Selbsteinschätzung entsprechend zu gestalten. Das „Erkenne dich selbst“, das als Tempelinschrift den Besucher des Orakels von Delphi mahnte, ist schon von Sokrates im Sinne einer solchen eudaimonistischen Wegweisung gedeutet worden.
Wilhelm Schmid empfiehlt in diesem Zusammenhang eine behutsame „Hermeneutik des Selbst“ als kontinuierlichen Prozess: „Nicht wirklich geht es bei der hermeneutischen Selbsterkenntnis um Erkenntnis im vollen Sinne des Wortes, denn der Lebensvollzug kann nicht aufgeschoben werden, bis die Erkenntnis des Selbst abgeschlossen ist. Dem trägt die provisorische, operable Selbstkenntnis Rechnung, die den Kriterien von Plausibilität und Evidenz genügt, als Resultat einer reichhaltigen Erfahrung und kritischen Betrachtung seiner selbst, um sich über sich klarer zu werden.“ Dabei seien die Grenzen solcher Klärung und Aufklärung zu respektieren und ein exzessives In-sich-Dringen zu vermeiden, damit es nicht zu Selbstverletzung oder gar zu Selbstzerstörung komme: „So ist die Selbstkenntnis die moderate und pragmatische Form der Selbsterkenntnis, ihr lebbares Maß, getreu der anderen Forderung des delphischen Tempels: ‚Nichts im Übermaß.’“
Höffe sieht auch eine in Maßen fortdauernde Gültigkeit der auf Einübung von Tugenden gerichteten antiken Glückslehren, da er resümiert: „Während der tugendlose Weg leicht in den Abgrund des Scheiterns führt, schützt die Tugend zwar nicht vor jedem Ungemach, mit ihrer Hilfe wird aber das geglückte Leben hochwahrscheinlich.“ Solon und Aristoteles schwingen mit in dem Fazit: „Um rundum glücklich zu sein, bedarf es nicht bloß der Eigenleistung. Auch wenn die erste Quelle des Glücks im Menschen, seiner Tugend, liegt, braucht es zusätzlich ein glückliches Geschick, mithin ein Geschenk von außen.“
Erfüllung und neues Verlangen
Martin Seel sieht menschliches Glück nur zum Teil mit der Erfüllung von Wünschen verbunden; hinzu kommt für ihn notwendig ein Verlangen nach Erfüllung: etwas zu haben, „an dem uns wirklich etwas liegt oder um das es uns mit ganzem Herzen geht.“ Die Leidenschaft für bestimmte Dinge des Lebens erachtet er – unabhängig vom Erfolg, der eintritt oder ausbleibt – als ein zentrales Ziel des menschlichen Lebens selbst. Leidenschaft sei die Voraussetzung dafür, „Augenblicke einer herausragenden episodischen Erfüllung zu erfahren.“
Dabei seien es recht verschiedene Dinge, nach denen eine Person im Laufe ihres Lebens strebe. Denn sie selbst wie auch ihre Vorhaben änderten sich, weshalb man gut daran tue, sich für Veränderungen im eigenen Wirkungsbereich offen zu halten. „Wo es aber keinen Platz für Veränderung und Zufall gibt, da ist kein Platz für menschliches Glück.“
Weitere grundlegende Voraussetzung individuellen Glücks ist für Seel die persönliche Autonomie hinsichtlich der angestrebten Ziele und des aufzubringenden Engagements. Das schließe Perioden der Frustration und Verzweiflung nicht aus. Ausschlussbedingung für glückhafte Erfüllung sei lediglich, „so zu leben wie man es – im Grunde oder überhaupt – nicht will.“
Weltglücksbericht
Im Kontext von Klimawandel und Nachhaltigkeit wird Glück auch in der internationalen Politik zunehmend diskutiert. Die UNO veröffentlichte 2012 erstmals einen Weltglücksbericht, für den die Glücksforscher John Helliwell und Richard Layard sowie der UN-Sonderberater für die Millenniumsentwicklungsziele Jeffrey Sachs internationale vergleichende Glücksumfragen bis zum Jahr 2011 ausgewertet haben. Zentrales Ergebnis der Studie ist, dass Wirtschaftswachstum Menschen nur dann glücklicher macht, wenn sie zuvor arm waren. Der Weltglücksbericht wird seither jährlich veröffentlicht. 2023 landete Finnland zum sechsten Mal in Folge auf dem ersten Platz. Dabei wird auch nach Altersgruppen differenziert.

## Pädagogische Perspektive
„Glück“ ist ein häufig genanntes Ziel der antiken und modernen westlichen Erziehung. So wird bereits Friedrich Fröbel mit der Aussage zitiert:

„Kinder sollen nicht bewahrt und belehrt werden, sondern glücklich sollen sie im Sonnenlicht wachsen, erstarken und sich entwickeln, entfalten sollen sie sich wie die Blume unter der sorgenden Hand des kundigen Gärtners.“

Unter der Schirmherrschaft des Dalai Lama wurde 2018 für die Schulen im indischen Regierungsbezirk Delhi das Schulfach „Glück“ eingeführt. Jeweils eine Stunde täglich sollen künftig Schüler und Schülerinnen bis zur achten Klasse Glück und Glücklich-Sein mithilfe von Meditation, Spiel und Diskussion erforschen, erleben und ausdrücken.
In Deutschland begründete der ehemalige Schulleiter Ernst Fritz-Schubert 2009 ein Institut, das für das Schulfach „Glück“ eintritt. Hier sollen Lebenskompetenz, Lebensfreude und Persönlichkeitsentwicklung als regelmäßiger Unterrichtsgegenstand im schulischen Alltag etabliert werden.
Die US-amerikanischen Psychologen Donald Akutagawa und Terry Whitman haben dagegen eingewandt: „Die Hauptaufgabe [in der Kindererziehung] besteht nicht darin, Kinder glücklich zu machen, sondern ihnen zu helfen, die Kompetenz zu erlangen, im Leben zurechtzukommen. Und ein Teil dieser Kompetenz ist es, zu lernen, allein mit den Problemen des Lebens fertigzuwerden. Wenn sie in diesem [Erziehungs-] Prozess glücklich sind, ist das ein zusätzliches Plus.“

## Schriftstellers „Glück“
Wörter seien für seinesgleichen, was für den Maler die Farben auf der Palette sind, meinte Hermann Hesse: „Es gibt ihrer zahllose, und es entstehen ihrer immer neue, aber die guten, die echten Worte sind weniger zahlreich, und ich habe es in siebzig Jahren nicht erlebt, dass ein neues entstanden wäre.“ Unter den verfügbaren Wörtern treffe ein jeder seine Auswahl hinsichtlich der bevorzugten und solcher, die er lieber meide. Hesse unterscheidet weiter zwischen den „tausendmal“ verwendeten alltäglichen und den „nur mit Bedacht und Schonung“ auserwählten „festlichen“. Zu den selten gesagten und geschriebenen gehört für ihn auch das Wort „Glück“:

„Ich fand, dieses Wort habe trotz seiner Kürze etwas erstaunlich Schweres und Volles, etwas, was an Gold erinnerte, und richtig war ihm außer der Fülle und Vollwichtigkeit auch der Glanz eigen, wie der Blitz in der Wolke wohnte er in der kurzen Silbe, die so schmelzend und lächelnd mit dem GL begann, im Ü so lachend ruhte und so kurz, und im CK so entschlossen und knapp endete. Es war ein Wort zum Lachen und zum Weinen, ein Wort voll Urzauber und Sinnlichkeit …“